# Aleksej Stachanov

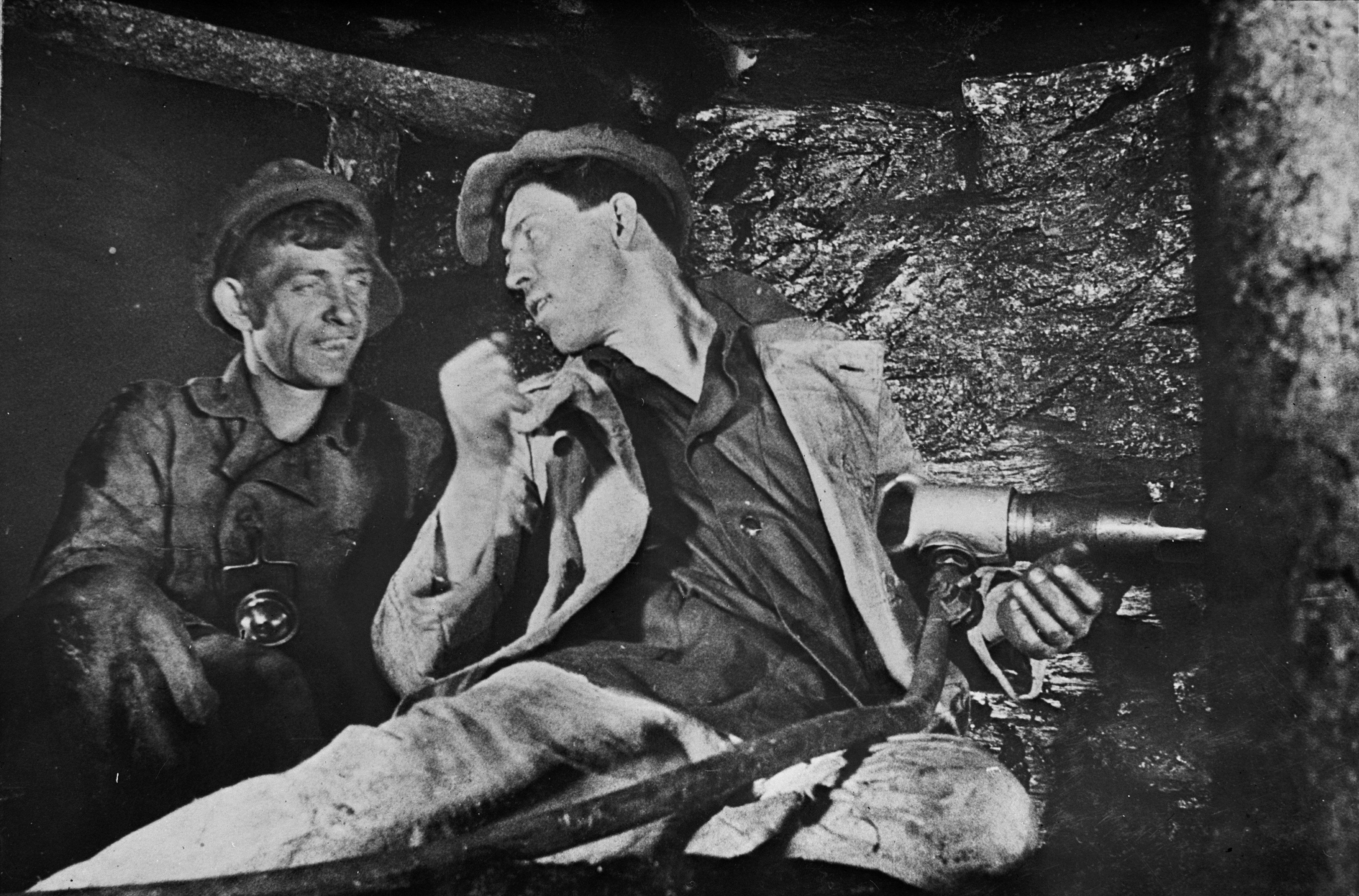
Stachanov in gesprek met een medekompel

Aleksej Grigorjevitsj Stachanov (Russisch: Алексей Григорьевич Стаханов) (Loegovaja (oblast Orjol), 3 januari 1906 – oblast Donetsk, 5 november 1977) was een Sovjetmijnwerker en modelarbeider.

## Arbeider
Stachanov was tot Held van de Sovjet-Unie benoemd vanwege de grote hoeveelheid werk die hij verzette. In 1935, in de mijnen van de Donetsbekken, dolf hij veertien maal de door de staat als norm gestelde hoeveelheid steenkool. Hij stond symbool voor het communistische arbeidsethos en werd gebruikt ter demonstratie van de superioriteit van het socialistische economische systeem. Later bleek dat hij door een groep medewerkers werd geassisteerd. Deze groep kon in zes uur tijd 102 ton steenkool bovenhalen, ver boven de productie van een gemiddelde groep. De prestaties werden uit propagandistische overwegingen flink uitvergroot.
De term stachanovist (of Stachanov-arbeider) is sindsdien een vaste uitdrukking geworden voor de ideale arbeider: hardwerkend en zwijgzaam. Er waren in de Sovjet-Unie veel van deze 'Stachanovisten' die vaak met medailles, betere voeding en huisvesting werden beloond. Ze werden gepresenteerd als voorbeeld voor de gewone arbeiders en hun prestaties werden ook gebruikt als aanleiding om de arbeidsnormen te verhogen.
Ook in andere landen kende men het fenomeen modelarbeider. In Polen was Vincenty Pstrovski zo iemand en in Oost-Duitsland Adolf Hennecke.

## Trivia
- De Russische fotograaf Jevgeni Chaldej maakte een foto van Stachanov terwijl hij onder grote belangstelling langs een pas van Stalin gekregen auto liep.
- Het karakter van werkpaard Boxer uit het boek Animal Farm van George Orwell is op Stachanov gebaseerd.

- Bibliothèque nationale de France: cb17005436f (data)
- Gemeinsame Normdatei: 118752375
- International Standard Name Identifier: 0000 0000 5535 2215
- Library of Congress Control Number: n81116960
- Nationale Bibliotheek van Tsjechië: js20060120096
- Virtual International Authority File: 54943944
- WorldCat: E39PCjxkgwJB6CwxwTPDvPDC33